# Stereo Crush Tour
Lo Stereo Crush Tour è il quindicesimo tour dell'hard rock band dei Gotthard in supporto all'album omonimo che è iniziato il 23 maggio 2025 a Bochum.

## Antefatti e sviluppo
Le prime date del tour in Germania ed Austria, aventi come special guest il gruppo statunitense Y&T, vengono rivelate il 7 ottobre 2024 insieme ai primi dettagli sul nuovo album.
Il 18 novembre 2024 viene annunciata la seconda edizione del Rock Monsters of Switzerland insieme ai Krokus per 5 show: 3 in Svizzera e 2 in Germania.
Nei mesi successivi vengono aggiunti nuovi concerti, soprattutto festival estivi, in differenti paesi europei. In particolare avrà luogo una riedizione del concerto tenuto a Zurigo nel 2005 e già riproposto con successo nel 2023. Si chiamerà A Night to Remember with STEVE LEE e farà parte del Moon and Stars Festival a Locarno.
La tournee avrebbe dovuto iniziare con 2 esibizioni il 20 ed il 21 maggio 2025 a Milano ed a Saarbrücken con special guest il gruppo rock svedese degli Eclipse. Queste ultime sono state annullate a causa di un'infezione virale che ha colpito il cantante Nic Maeder.

## Concerti[3]
| 23 maggio 2025   | Bochum               | Germania | RuhrCongress                 | Y&T      |
| 24 maggio 2025   | Geiselwind           | Germania | MusicHall                    | Y&T      |
| 25 maggio 2025   | Francoforte sul Meno | Germania | Batschkapp                   | Y&T      |
| 27 maggio 2025   | Amburgo              | Germania | Grosse Freiheit 36           | Y&T      |
| 29 maggio 2025   | Monaco di Baviera    | Germania | Circus Krone                 | Y&T      |
| 30 maggio 2025   | Filderstadt          | Germania | FILharmonie                  | Y&T      |
| 31 maggio 2025   | Telfs                | Austria  | Rathaussaal                  | Y&T      |
| 7 giugno 2025    | Sölvesborg           | Svezia   | Sweden Rock Festival         | N.D.     |
| 11 giugno 2025   | Wolfhagen            | Germania | Kulturzelt                   | Axxis    |
| 14 giugno 2025   | Zamora               | Spagna   | Zliverock                    | N.D.     |
| 26 giugno 2025   | Pully                | Svizzera | Pully Live Festival          | Nazareth |
| 27 giugno 2025   | Basilea              | Svizzera | Rock Monsters of Switzerland | Krokus   |
| 28 giugno 2025   | Ehingen              | Germania | Rock Monsters of Switzerland | Krokus   |
| 20 luglio 2025   | Locarno              | Svizzera | Moon and Stars Festival      | N.D.     |
| 22 luglio 2025   | Ratisbona            | Germania | Piazza Festival              | N.D.     |
| 6 agosto 2025    | Zofingen             | Svizzera | Magic Night                  | N.D.     |
| 10 agosto 2025   | Tettnang             | Germania | Rock Monsters of Switzerland | Krokus   |
| 19 dicembre 2025 | Berna                | Svizzera | Rock Monsters of Switzerland | Krokus   |
| 20 dicembre 2025 | Zurigo               | Svizzera | Rock Monsters of Switzerland | Krokus   |

### Concerti annullati
| Data           | Città       | Paese    | Luogo    | Special guest | Motivo                                                                          |
| -------------- | ----------- | -------- | -------- | ------------- | ------------------------------------------------------------------------------- |
| 20 maggio 2025 | Milano      | Italia   | Alcatraz | Eclipse       | Cancellati a causa di un'infezione virale che ha colpito il cantante Nic Maeder |
| 21 maggio 2025 | Saarbrücken | Germania | Garage   | Eclipse       | Cancellati a causa di un'infezione virale che ha colpito il cantante Nic Maeder |

## Formazione
- Nic Maeder – voce
- Leo Leoni – chitarre
- Freddy Scherer – chitarre
- Marc Lynn – basso
- Flavio Mezzodi – batteria

### Altri musicisti
- Ernesto Ghezzi – tastiere